# Deep Purple
Deep Purple je anglická rocková kapela, která vznikla v Londýně v roce 1968. Jsou považováni za jedny z průkopníků heavy metalu a moderního hard rocku, ačkoli jejich hudební styl se během kariéry několikrát proměnil. Původně vznikli jako psychedelická a progresivní rocková kapela, ale k tvrdšímu zvuku se posunuli albem Deep Purple in Rock z roku 1970. Deep Purple jsou často řazeni k tzv. „nesvaté trojici britského hard rocku a heavy metalu první poloviny 70. let“, společně s Led Zeppelin a Black Sabbath. V Guinnessově knize rekordů byli v roce 1975 uvedeni jako „nejhlučnější kapela na světě“ díky koncertu z roku 1972 v londýnském Rainbow Theatre. Celosvětově prodali přes 100 milionů desek. Deep Purple dali také vzniknout několika úspěšným odnožím, včetně kapel Rainbow, Whitesnake a Gillan.
Deep Purple založili zpěvák Rod Evans, kytarista Ritchie Blackmore, baskytarista Nick Simper, klávesista Jon Lord a bubeník Ian Paice. Sestava označovaná jako „Mark I“ skončila v roce 1969, kdy byli Evans a Simper z kapely vyhozeni a nahrazeni Ianem Gillanem a Rogerem Gloverem, čímž vznikla klasická sestava „Mark II“. V této sestavě kapela nahrála čtyři studiová alba — Deep Purple in Rock (1970), Fireball (1971), Machine Head (1972) a Who Do We Think We Are (1973) — která upevnila jejich popularitu a sehrála klíčovou roli ve formování nově vznikajících žánrů hard rocku a heavy metalu. Gillan a Glover kapelu opustili v roce 1973 a byli nahrazeni Davidem Coverdalem a Glennem Hughesem. Sestava „Mark III“ nahrála dvě alba — Burn a Stormbringer (obě 1974) — než Blackmore v roce 1975 kvůli hudebním neshodám kapelu opustil. Nahradil ho Tommy Bolin, ale po jediném studiovém albu sestavy „Mark IV“ — Come Taste the Band (1975) — se Deep Purple v červenci 1976 rozpadli a Bolin o pět měsíců později zemřel na předávkování drogami.
Sestava „Mark II“ se znovu spojila v roce 1984, a nahrála dvě studiová alba — Perfect Strangers (1984) a The House of Blue Light (1987) — než byl Gillan v roce 1989 z kapely vyhozen kvůli tvůrčím a osobním sporům. Nahradil ho Joe Lynn Turner, který s Deep Purple natočil jediné album — Slaves and Masters (1990) — než byl v roce 1992 také propuštěn. Po Gillanově návratu na další album The Battle Rages On... (1993) Blackmore Deep Purple opět opustil a byl dočasně nahrazen Joe Satrianim, kterého následně trvale vystřídal Steve Morse. Sestava „Mark VII“ (Paice, Lord, Gillan, Glover a Morse) vydržela téměř deset let, během nichž kapela nahrála dvě alba — Purpendicular (1996) a Abandon (1998) — než Lord v roce 2002 z kapely odešel a nahradil ho Don Airey, čímž Paice zůstal jediným původním členem. Sestava „Mark VIII“ (Paice, Gillan, Glover, Morse a Airey) byla nejdéle trvající sestavou v historii kapely — vydržela dvacet let a nahrála šest studiových alb. K první změně po dvaceti letech došlo v roce 2022, kdy Morse po 28 letech odešel z Deep Purple a nahradil ho Simon McBride.
Deep Purple byli zařazeni na 22. místo v žebříčku Greatest Artists of Hard Rock stanice VH1, a v anketě rádia Planet Rock se umístili na pátém místě mezi „nejvlivnějšími kapelami všech dob“. Kapela získala Legend Award na World Music Awards 2008 a v roce 2016 byla uvedena do Rock and Roll Hall of Fame.

## Historie

### (1964–1967) roky před Deep Purple
V 60. letech vznikla skupina Episode Six, která vydala několik singlů. Tuto skupinu tvořili Ian Gillan zpěv, Graham Dimmock kytara, Roger Glover baskytara, Tony Lander kytara, Sheila Carter klávesové nástroje a Harvey Shields bicí. Skupině se však i přes četná turné nepodařilo prorazit.
V roce 1967 pak byla založena skupina nazvaná The Flower Pot Men and their Garden, předtím známá jako The Ivy League. Toto nové jméno bylo odvozeno z názvu dětského představení „The Flowerpot Men“, což byla zřejmá slovní hříčka narážející na éru „flower power“ a pěstování „konopí“ v květináčích. Jejich nejpopulárnější písnička „Let's Go to San Francisco“ byla některými posluchači považována za parodii na písničku „San Francisco (Be Sure to Wear Flowers in Your Hair)“, od Scotta McKenzieho, ale skupina to odmítla. Skupinu tvořili Tony Burrows, Neil Landon, Robin Shaw a Pete Nelson, jako zpěváci, Ged Peck kytara, Nick Simper baskytara, Jon Lord klávesy, Carlo Little bicí. Jon Lord dříve hrál s The Artwoods, Nick Simper s Johnny Kidd & the Pirates, Screaming Lord Sutch a The Savages, kde hrál též kytarista Ritchie Blackmore.

### (1967–1970) průlom

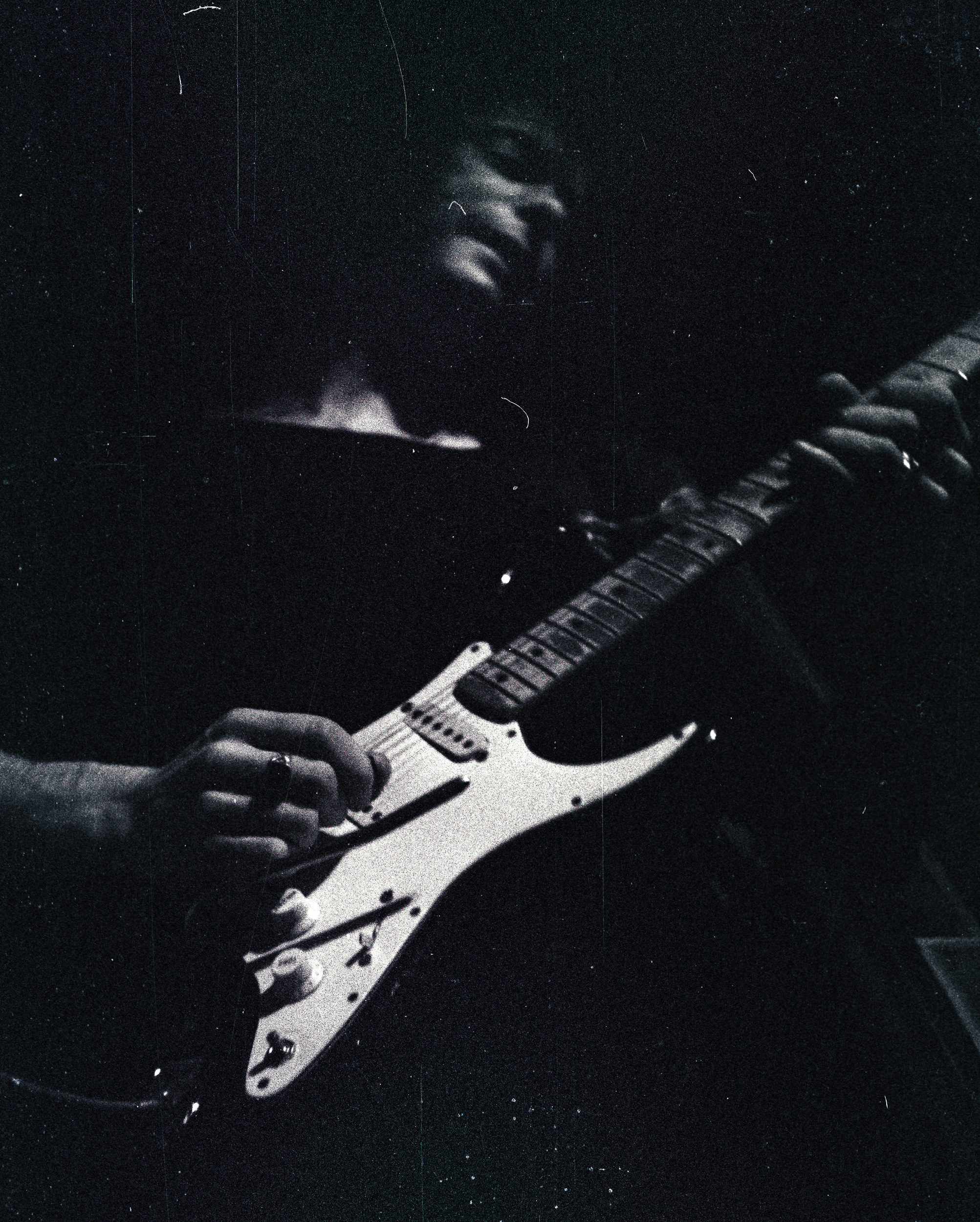
Ritchie Blackmore, Hannover, prosinec 1970

V roce 1967 kontaktoval bývalý bubeník skupiny The Searchers, Chris Curtis londýnského obchodníka Tonyho Edwardse v naději, že by mohl dělat manažera nově vzniklé skupině. Edwards souhlasil a financoval tento podnik společně se dvěma dalšími obchodními partnery Johnem Colettou a Ronem Hirem (Hire-Edwards-Coletta – HEC Enterprises).
Curtis se pak dal do budování skupiny známé jako Roundabout. Jako první příchozí byl klávesista, hráč na varhany zn. Hammond, Jon Lord; pak přemluvil kytaristu Ritchieho Blackmora aby se vrátil z německého Hamburku na konkurz do nové skupiny. Curtis sám pak brzy odpadl, ale HEC Enterprises, stejně jako Lord a Blackmore, měli chuť v tomto projektu pokračovat, takže brzy byli přibráni basák Nick Simper, pak zpěvák Rod Evans a bubeník Ian Paice (oba ze skupiny The Maze).
Po několika vystoupeních na krátkém turné po Dánsku na jaře 1968, skupina souhlasila s novým jménem navrženým Ritchiem podle písničky Deep Purple od Petera De Roseho, která byla oblíbenou písničkou Ritchieho babičky.
V říjnu roku 1968 měla skupina fantastický úspěch v USA (ale ne ve Velké Británii) s předělávkou od Joe Southa „Hush“, která byla na jejich debutovém albu Shades of Deep Purple, takže byli vybráni jako předkapela pro turné skupiny Cream nazvaném Goodbye. Brzy však byli z turné vyřazeni, údajně proto že byli lepší než Cream. Druhé album skupiny, The Book of Taliesyn, bylo vydáno v USA shodně s tímto turné, ačkoliv doma nevyšlo až do roku 1969, kdy bylo vydáno zároveň s jejich třetím albem Deep Purple, které obsahovalo jednu skladbu se smyčci a dechovými nástroji.
Po těchto třech albech a intenzivním koncertování po Spojených státech, byli Rod Evans a Nick Simper bez okolků vykopnuti a nahrazeni zpěvákem Ianem Gillanem a basákem Rogerem Gloverem, bývalými členy skupiny Episode Six. Byla tak vytvořena pětičlenná sestava Deep Purple „číslo 2“. V tomto obsazení vydali singl, který obsahoval předělávku písničky dvojice Greenaway-Cook s titulem Hallelujah, která byla propadákem, avšak později byla úspěšná v muzikálu „Hair“. Skupina pak získala potřebnou publicitu třídílným symfonickým eposem Concerto for Group and Orchestra, složeným Johnem Lordem jako jeho sólovým projektem a provedeným v Royal Albert Hall skupinou společně se symfonickým orchestrem Royal Philharmonic Orchestra, řízeným Malcolm Arnoldem. Společně s projektem Five Bridges od The Nice, to byla jedna z prvních spoluprací mezi rockovou skupinou a symfonickým orchestrem. Někteří členové skupiny Deep Purple (Blackmore a zvláště pak Gillan) nebyli moc rádi že byli označováni jako „skupina, která hrála s orchestrem“, zatímco oni měli zájem stát se spíše hard rockovou skupinou.

### Na vrcholu slávy

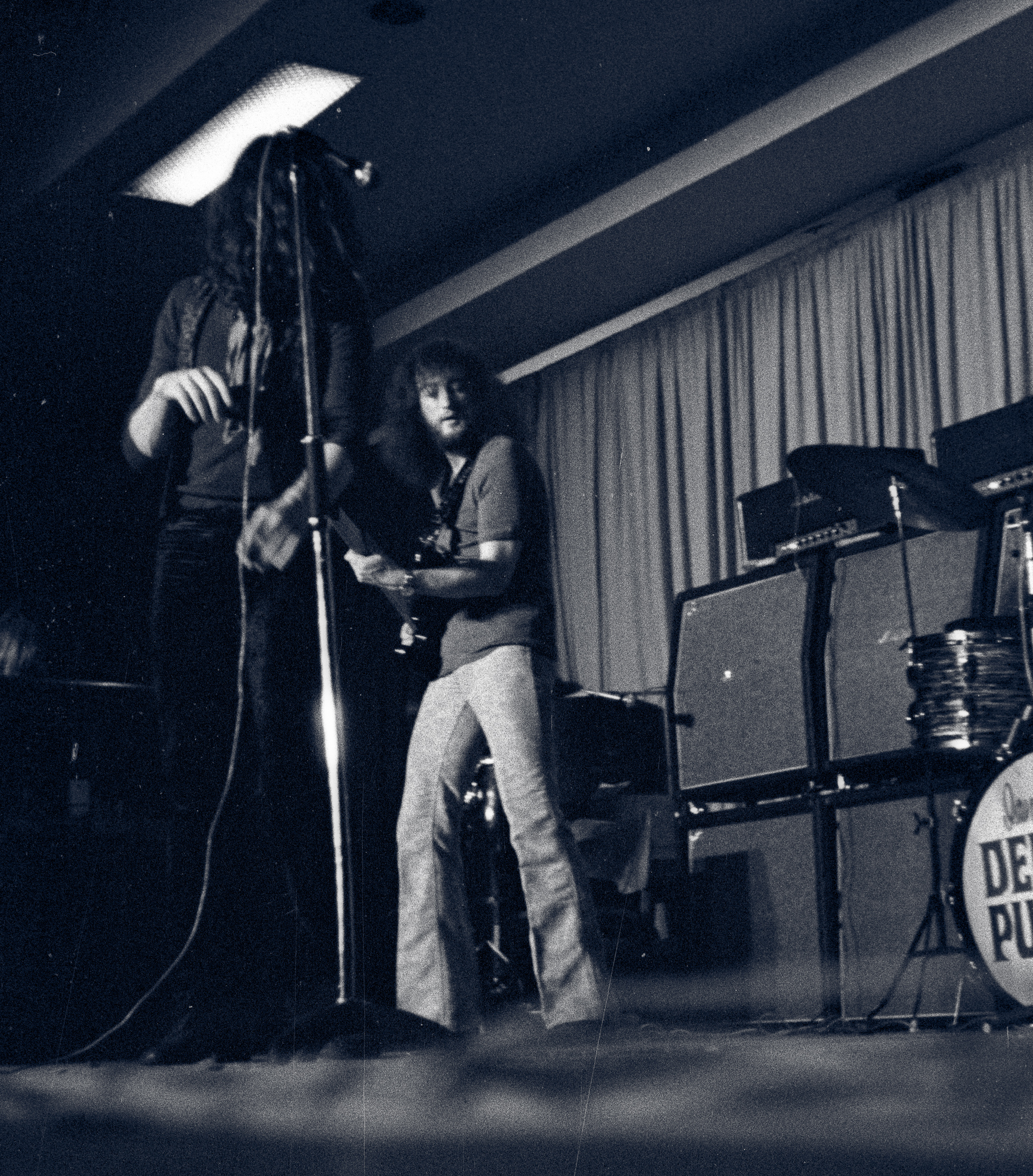
Gillan a Glover v Hannoveru, 1970

Krátce po vydání nahrávky s orchestrem začala skupina hodně koncertovat. Jejich první studiové LP na začátku sedmdesátých let bylo „Deep Purple in Rock“; následoval anglický top-ten singl „Black Night“. Druhé album, Fireball bylo vydáno v roce 1971 a skupina také zabodovala s hitem „Strange Kind of Woman“. Společně Led Zeppelin a Black Sabbath, Purple položili základy heavy metalu.
Deep Purple pokračovali v koncertování. Jejich vystoupení byla v té době naprosto strhující. Oplývala hudební virtuozitou, muzikálností jednotlivých hudebníků a skvělými verzemi studiových nahrávek. V prosinci 1971 odjeli DP do švýcarského Montreaux, aby zde natočili novou studiovou desku a také živé vystoupení. Následovaly již notoricky známé události: při koncertu Franka Zappy a jeho The Mothers v Casinu vystřelil fanoušek na pódium světlici a budova během několika minut shořela do základů. Celá událost inspirovala Rogera Glovera k napsání nesmrtelné písně Smoke on the Water. Deep Purple se přesunuli do hotelu Grand, kde natočili písně pro desku Machine Head, jeden ze základních pilířů hardrocku. V létě 1972 zamířila skupina do Japonska, zaslíbené země tvrdého rocku. Koncerty v Ósace a Tokiu nahrála a výsledkem je živé album Made in Japan. To mělo původně vyjít právě jen v zemi vycházejícího slunce.
V klasickém složení pokračovali Deep Purple v nekonečných koncertních šňůrách. Když se pustili do nahrávání dalšího studiového alba Who Do We Think We Are (1973), obsahující hit Woman from Tokyo, bylo už napětí mezi Ianem Gillanem a Ritchie Blackmorem neúnosné. Gillan oznámil odchod z kapely a Blackmore, který se netajil svými sólovými ambicemi si dal jako podmínku pro setrvání v kapele změnu baskytaristy. Ze stovek adeptů na post sólového zpěváka byl na základě nepříliš kvalitního demosnímku vybrán prakticky neznámý David Coverdale. Baskytaristou a druhým vokalistou se pak stal Glenn Hughes, který dříve působil ve skupině Trapeze. Toto nové složení pokračovalo do roku 1974 s heavy bluesovým/rockovým albem Burn, další velmi úspěšnou nahrávkou. Hughes a Coverdale přidali funky R&B/soul element do hudby skupiny, tento zvuk byl mnohem více patrný na nahrávce z roku 1974 Stormbringer. Blackmore nebyl spokojený s výsledky a tak v roce 1975 opustil skupinu, aby si založil vlastní – Rainbow.
Mezera po odchodu Blackmora byla zaplněna Američanem Tommy Bolinem, ale následující album z roku 1975 Come Taste the Band, přes všechnu svoji kvalitu, nebylo úspěšné mezi skalními fanoušky a nepřitáhlo žádné nové, zvláště potom, co se skupina odchýlila od charakteristického zvuku Deep Purple. Bolin měl problémy s drogami (heroin), což potíže skupiny dále zhoršovalo. Po problematickém turné k uvedení Come Taste the Band se skupina rozpadla. Tommy Bolin později zemřel v Miami na předávkování heroinem.
Většina bývalých členů Deep Purple měla později značný úspěch v mnoha kapelách, například v Rainbow.

### Opětovné sjednocení

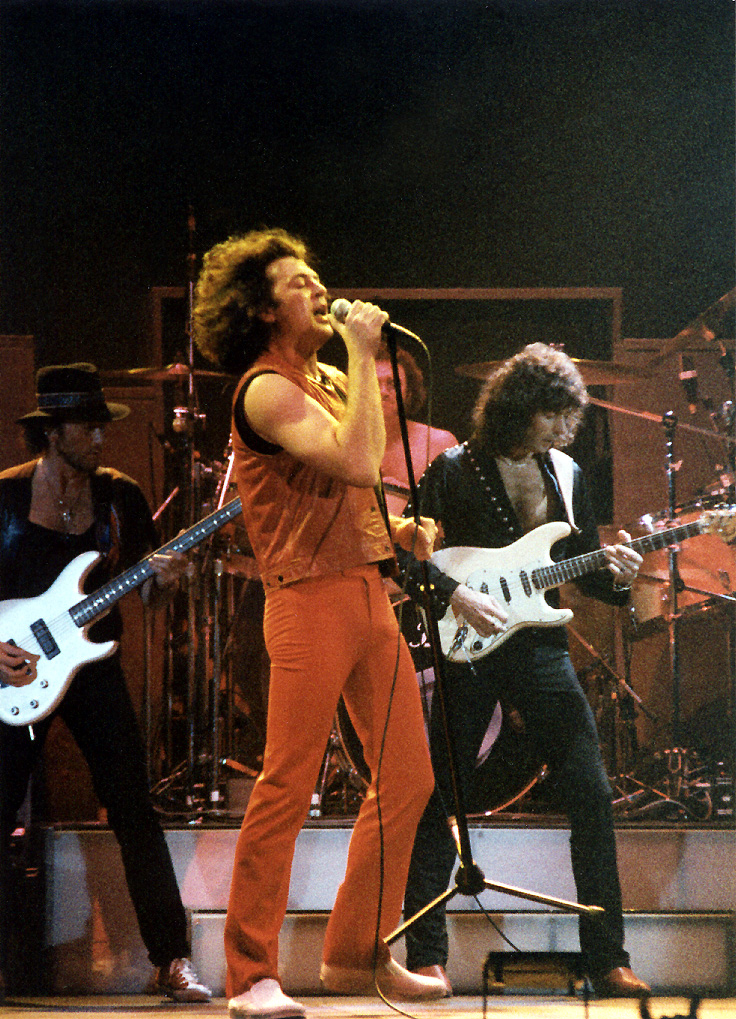
Deep Purple v Cow Palace, San Francisco, Kalifornie 31. ledna 1985

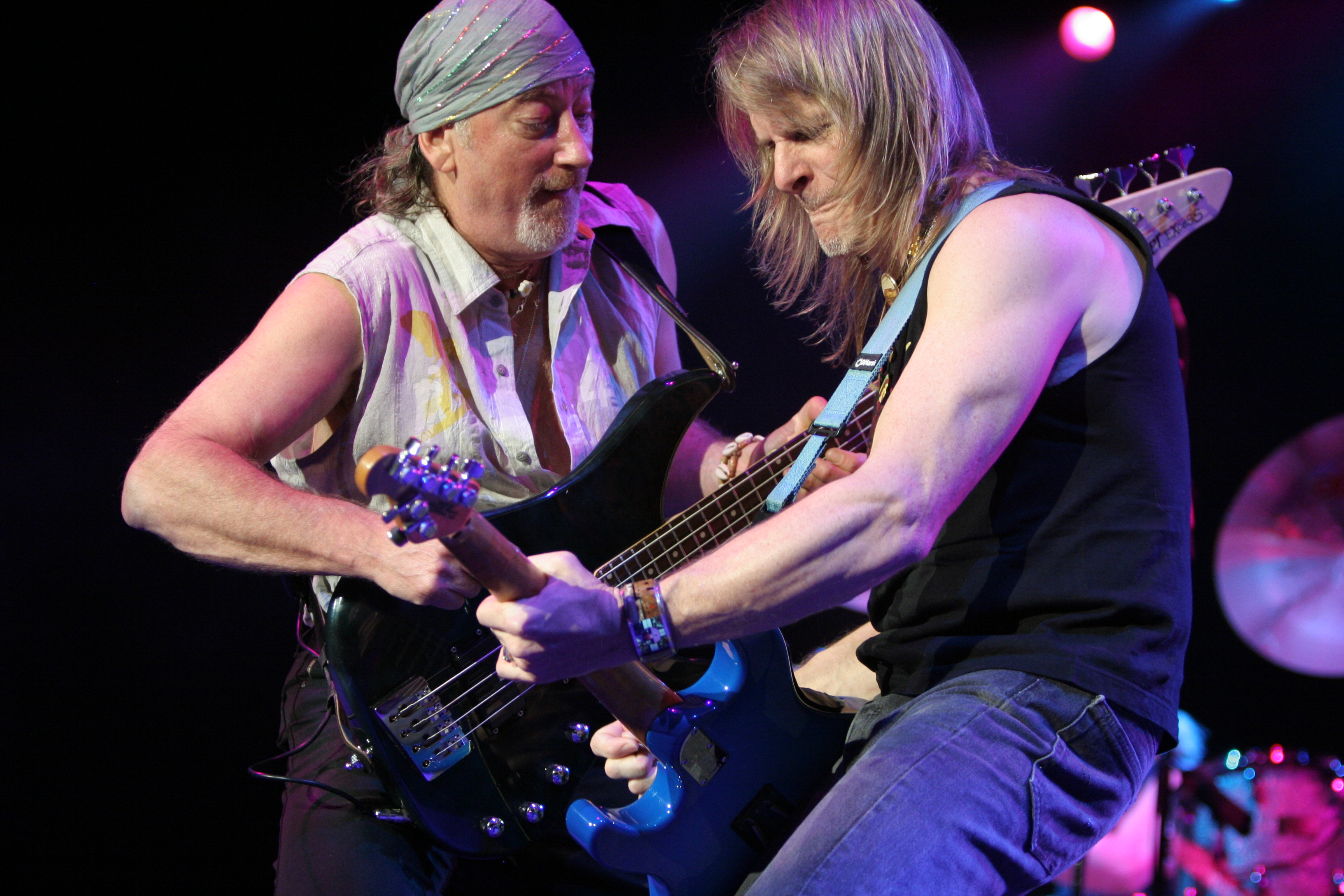
Roger Glover a Steve Morse v roce 2005

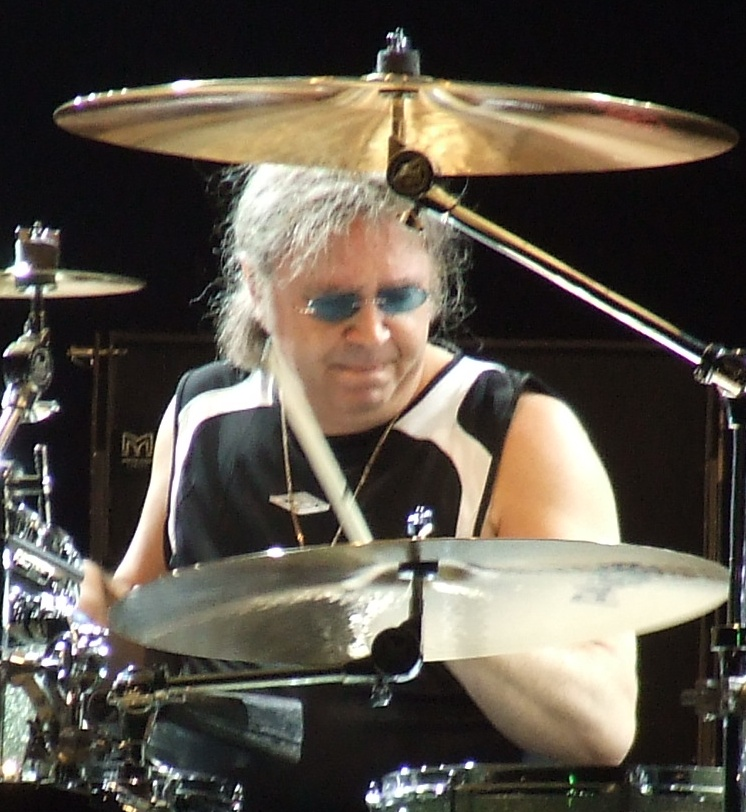
Ian Paice, bubeník a poslední původní člen Deep Purple

V roce 1980 jel Rod Evans turné se skupinou mladých hudebníků pod jménem Deep Purple. Protože byl jediný původní člen a byl trochu známý u většiny fanoušků, fanoušci i tisk se této skupině vysmívali (dostali označení Bogus Deep Purple - "Falešní Deep Purple") a byli označováni za podvod. Skupina měla několik koncertů v Mexiku a USA, než jim úřady zakázaly používání tohoto jména.
Ale v roce 1984, osm let po rozpadu Deep Purple, se uskutečnilo opravdové a legální opětovné sjednocení. Bylo to oznámeno v pořadu rádia BBC The Friday Rock Show že klasické složení z počátku sedmdesátých let – Blackmore, Gillan, Glover, Lord, a Paice spolu opět nahrávají. Skupina podepsala smlouvu s vydavatelstvím Polydor a Mercury v Severní Americe. Album Perfect Strangers bylo vydáno v říjnu 1984 a turné následovalo, začínajíc na Novém Zélandu a pokračovalo svoji cestu kolem světa oklikou přes Evropu. Mělo ohromný úspěch.
Skupina nahrála The House of Blue Light v roce 1987, a živé album Nobody's Perfect. Ve Spojeném království byla vydána nová verze Hush k dvacátému výročí Deep Purple. V roce 1989 byl Ian Gillan vyhozen ze skupiny, kvůli svým neshodám s Blackmorem. Byl nahrazen zpěvákem Rainbow Joe Lynn Turnerem. Toto složení nahrálo pouze jedno album, Slaves and Masters (1990). Mnoho fanoušků však chtělo zpět Gillana místo Turnera.
Krátce nato Lord, Paice a Glover tlačili na Turnera, aby odešel a nahrávací společnost chtěla zpět Gillana. Blackmore ustoupil a klasické složení nahrálo The Battle Rages On... v roce 1993. Během velice úspěšného turné po Evropě koncem roku 1993 napětí mezi Blackmorem a Gillanem opět narůstalo. Blackmore odešel v listopadu 1993, aby se už nikdy nevrátil. Byl přijat Joe Satriani takže se koncert (v Japonsku) v prosinci mohl konat. Satriani zůstal na evropské letní turné v roce 1994, ale ačkoliv mu bylo nabídnuto stále členství v kapele a on s ním souhlasil, tak kvůli již podepsaným kontraktům a nesouhlasu firmy se nemohl stát stálým členem Purple. Skupina po krátkém hledání lístečkovou metodou jednomyslně přijala Steva Morse z Dixie Dregs, aby definitivně nahradila Blackmorea.
V létě 2001 kvůli zdravotním problémům dočasně opustil kapelu i Jon Lord. Poněvadž však bylo nutné odehrát smluvené koncerty v USA, Jon dostal za úkol vybrat svého zástupce. Jonova volba padla na Dona Aireyho. Poté, co byl Don na letních koncertech v USA i Evropě dobře přijat, jak kapelou, tak i fanoušky, Jon se pravděpodobně definitivně rozhodl kapelu opustit a začít se věnovat milované vážné hudbě. Jon opustil kapelu definitivně po koncertech v Anglii v únoru 2002.
Tato sestava nahrála poslední čtyři alba Bananas, Rapture Of The Deep, Now What?! a InFinite, přičemž hlavně druhou desku fanoušci i kritici přijali s nadšením.
16. července 2012 zemřel Jon Lord.
V březnu 2022 kytarista Morse oznámil, že si musí dát pauzu od kapely poté, co jeho manželce byla diagnostikována rakovina. Skupina, která se nedávno vrátila zpátky na koncerty, bude pokračovat na turné se Simonem McBridem, který bude zastupovat Morse.
V červenci 2022 bylo oznámeno, že přestávka Steva Morse ve skupině se stala trvalou pauzou a odchází ze skupiny, aby se mohl na plný úvazek starat o svou nemocnou manželku.

## Deep Purple v Česku
- 4. února 1991 – Ostravar Aréna – Ostrava (Slaves and Masters Tour - koncert zaznamenala ČST)[25]
- 30. října 1993 – Sportovní hala Fortuna – Praha (25 Years Anniversary World Tour/The Battle Rages On Tour)
- 4. června 1996 – Ostravar Aréna – Ostrava (Purpendicular World Tour)
- 16. listopadu 1998 – Sportovní hala Fortuna – Praha (A Band on World Tour)
- 7. června 1999 – Zimní stadion Luďka Čajky – Zlín (A Band on World Tour)
- 10. června 2000 – Sportovní hala Fortuna – Praha (Concerto World Tour)
- 17. listopadu 2003 – Sportovní hala Fortuna – Praha (Bananas World Tour)
- 22. února 2006 – Hala Rondo – Brno (Rapture of the Deep Tour)
- 23. února 2006 – Home Credit Arena – Liberec (Rapture of the Deep Tour)
- 8. října 2006 – Ostravar Aréna – Ostrava (Rapture of the Deep Tour)
- 18. února 2009 – Home Credit Arena – Liberec (Rapture of the Deep Tour)
- 2. května 2009 – Ostravar Aréna – Ostrava (Rapture of the Deep Tour)
- 4. května 2009 – Sportovní hala Fortuna – Praha (Rapture of the Deep Tour)
- 26. října 2010 – Sportovní hala Fortuna – Praha (Rapture of the Deep Tour)
- 27. října 2010 – Zimní Stadion Olomouc – Olomouc (Rapture of the Deep Tour)
- 14. února 2014 – Enteria arena – Pardubice (Now What?! World Tour)
- 27. října 2015 – Ostravar Aréna – Ostrava (Now What?! World Tour)
- 28. října 2015 – Home Monitoring Aréna – Plzeň (Now What?! World Tour)
- 22. května 2017 – Ostravar Aréna – Ostrava (The Long Goodbye Tour)
- 2. července 2018 – Hala Rondo – Brno (The Long Goodbye Tour)
- 4. prosince 2019 – Ostravar Aréna – Ostrava (The Long Goodbye Tour)
- 13. července 2023 – Hala Rondo – Brno (Whoosh! Tour)

## Členové

### Současní členové

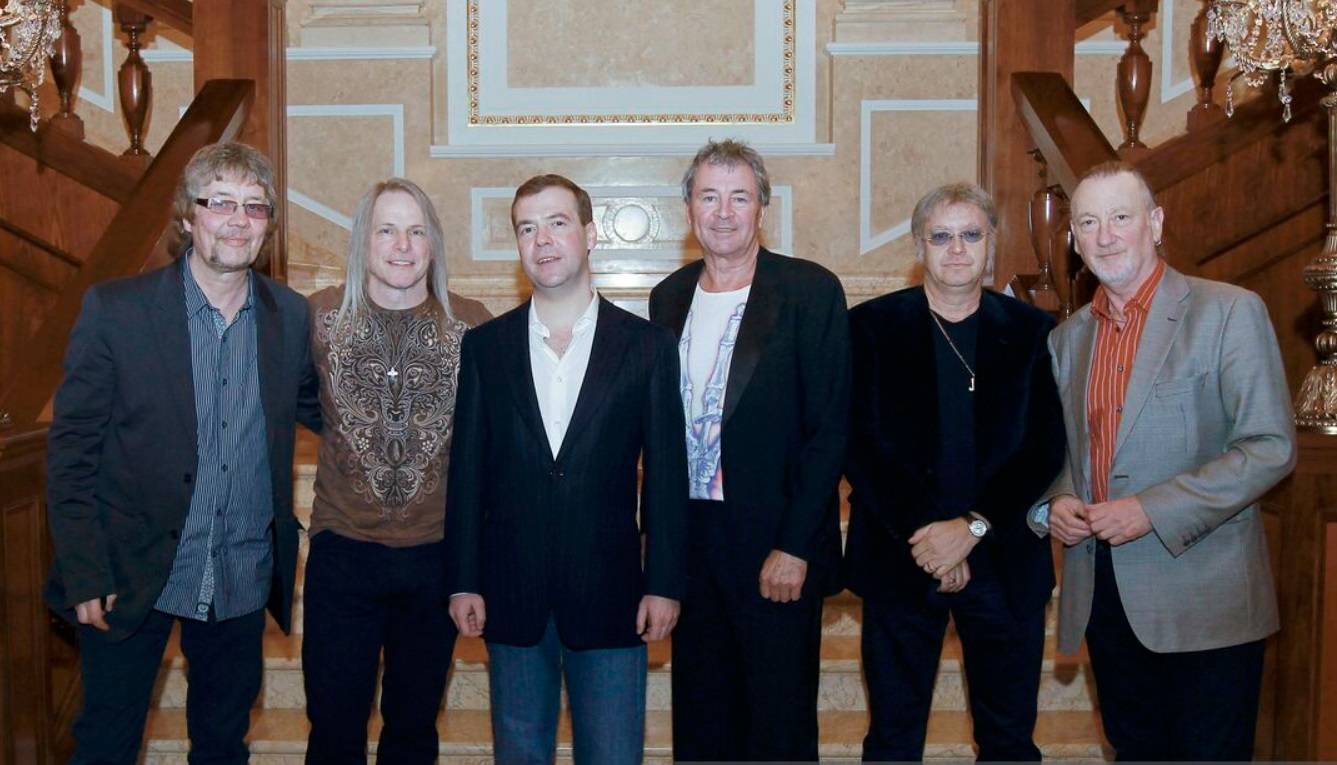
Členové Deep Purple s fanouškem skupiny ruským prezidentem Medveděvem v roce 2011

- Ian Paice – bicí, perkuse (1968–1976, 1984–dosud)
- Ian Gillan – hlavní vokály, harmonika, konga (1969–1973, 1984–1989, 1992–dosud)
- Roger Glover – baskytara (1969–1973, 1984–dosud)
- Don Airey – klávesy, varhany (2002–dosud)
- Simon McBride – kytara (2022–dosud) (host: březen-červenec 2022)

### Bývalí členové
- Jon Lord – klávesy, varhany, doprovodné vokály (1968–1976, 1984–2002; zemřel 2012)
- Steve Morse – kytara (1994–2022)
- Ritchie Blackmore – kytara (1968–1975, 1984–1993)
- Nick Simper – baskytara, doprovodné vokály (1968–1969)
- Rod Evans – zpěv (1968–1969)
- Glenn Hughes – baskytara, vokály (1973–1976)
- David Coverdale – hlavní vokály (1973–1976)
- Tommy Bolin – kytara, doprovodné vokály (1975–1976; zemřel 1976)
- Joe Lynn Turner – hlavní vokály (1989–1992)
- Joe Satriani – kytara (1993–1994)

## Diskografie
Studiová alba:
- Shades of Deep Purple (1968)
- The Book of Taliesyn (1968)
- Deep Purple (1969)
- Deep Purple in Rock (1970)
- Fireball (1971)
- Machine Head (1972)
- Who Do We Think We Are (1973)
- Burn (1974)
- Stormbringer (1974)
- Come Taste the Band (1975)
- Perfect Strangers (1984)
- The House of Blue Light (1987)
- Slaves and Masters (1990)
- The Battle Rages On... (1993)
- Purpendicular (1996)
- Abandon (1998)
- Bananas (2003)
- Rapture of the Deep (2005)
- Now What?! (2013)
- Infinite (2017)
- Whoosh! (2020)
- Turning to Crime (2021)
- =1 (2024)